# 쿠노벨리누스

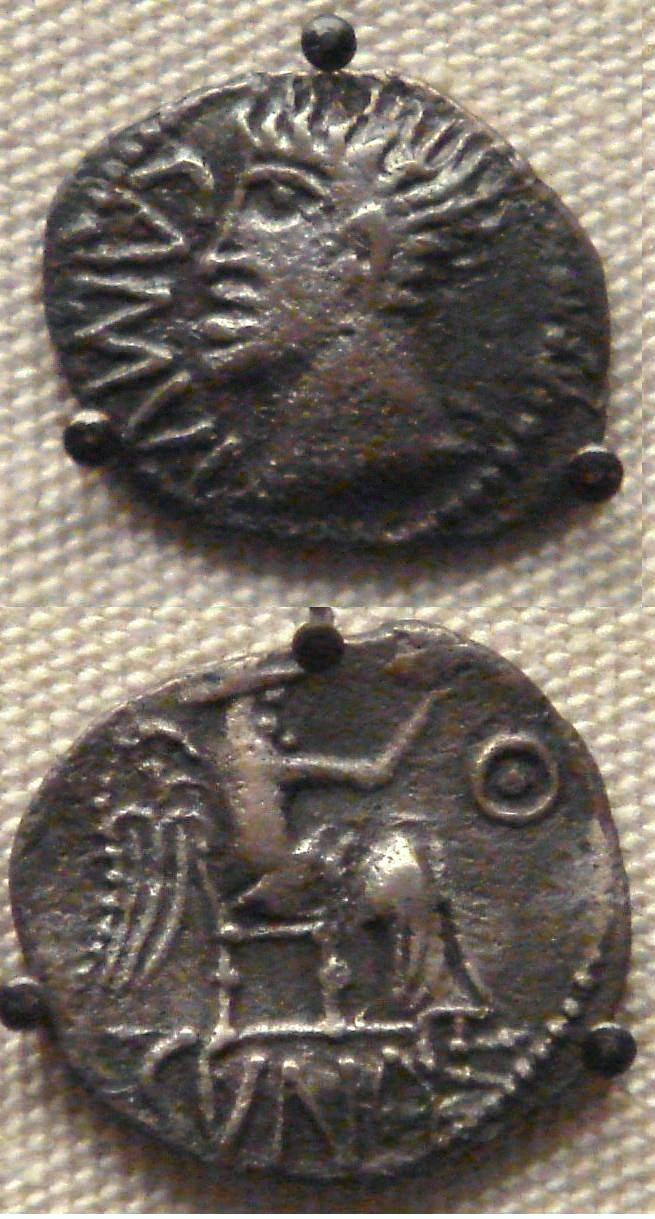
쿠노벨리누스 주화.

쿠노벨리누스(라틴어: Cunobelinus, 웨일스어: Cynfelyn 컨벨런)는 로마 제국이 브리타니아를 침공하기 전인 기원후 10년경에서 기원후 40년경까지 치세했던 카투벨라우니 부족(오늘날의 이스트오브잉글랜드 지역)의 왕이다. 수에토니우스, 디오 카시우스 등의 기록에 언급되며, 그 이름이 새겨진 주화가 여럿 발굴된다. 브리튼섬 남동부의 상당히 큰 부분을 지배했던 것으로 보이며, 수에토니우스는 그를 "브리튼인의 왕"이라고 칭했다. 윌리엄 셰익스피어의 희곡 『심벨린의 비극』의 "심벨린" 왕이 바로 이 사람이다.